# Mezcala, Jalisco
Mezcala är en ort i Mexiko.   Den ligger i kommunen Tepatitlán de Morelos och delstaten Jalisco, i den centrala delen av landet, 400 km väster om huvudstaden Mexico City. Mezcala ligger 1 673 meter över havet och antalet invånare är 2 085.
Terrängen runt Mezcala är huvudsakligen kuperad, men den allra närmaste omgivningen är platt. Runt Mezcala är det ganska tätbefolkat, med 67 invånare per kvadratkilometer. Närmaste större samhälle är Tepatitlán de Morelos, 17,3 km sydost om Mezcala. I omgivningarna runt Mezcala växer huvudsakligen savannskog.